# Awaza (métro d'Osaka)
Awaza (阿波座駅, Awaza-eki) est une station du métro d'Osaka sur les lignes Chūō et Sennichimae dans l'arrondissement de Nishi à Osaka.

## Situation sur le réseau
La station Awaza est située au point kilométrique (PK) 11,5 de la ligne Chūō, entre les stations Kujo et Honmachi, et au PK 1,9 de la ligne Sennichimae, entre les stations Tamagawa et Nishi-Nagahori.

## Histoire
La station a été inaugurée le 31 octobre 1964 sur la ligne Chūō. La ligne Sennichimae y arrive le 16 avril 1969.

## Services aux voyageurs

### Accès et accueil
La station est ouverte tous les jours.

### Desserte
- Ligne Chūō :
  - voie 1 : direction Nagata (interconnexion avec la ligne Kintetsu Keihanna pour Nara-Tomigaoka)
  - voie 2 : direction Yumeshima
- Ligne Sennichimae :
  - voie 1 : direction Minami-Tatsumi
  - voie 2 : direction Nodahanshin

Installations et desserte
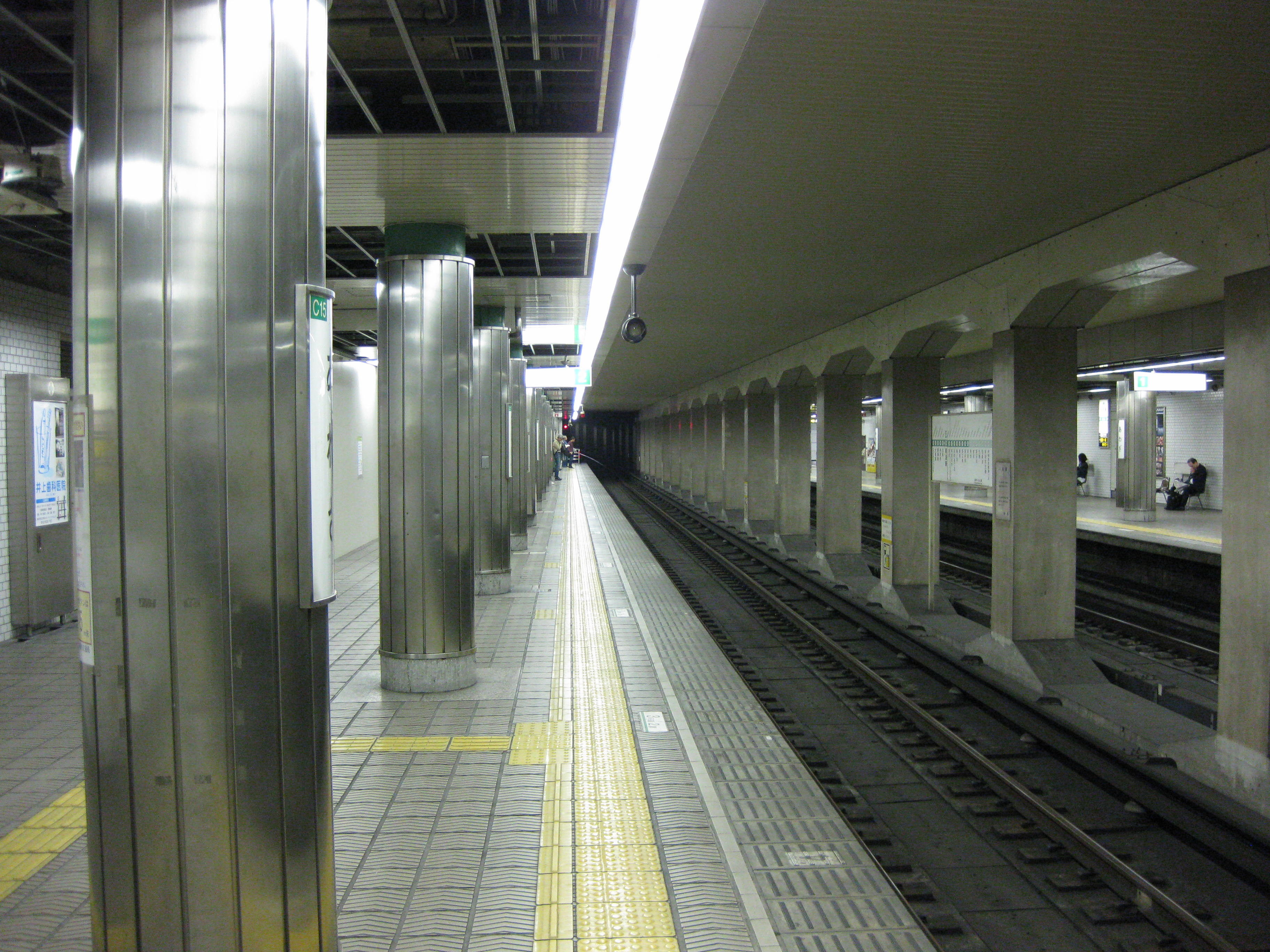
Quais de la ligne Chūō
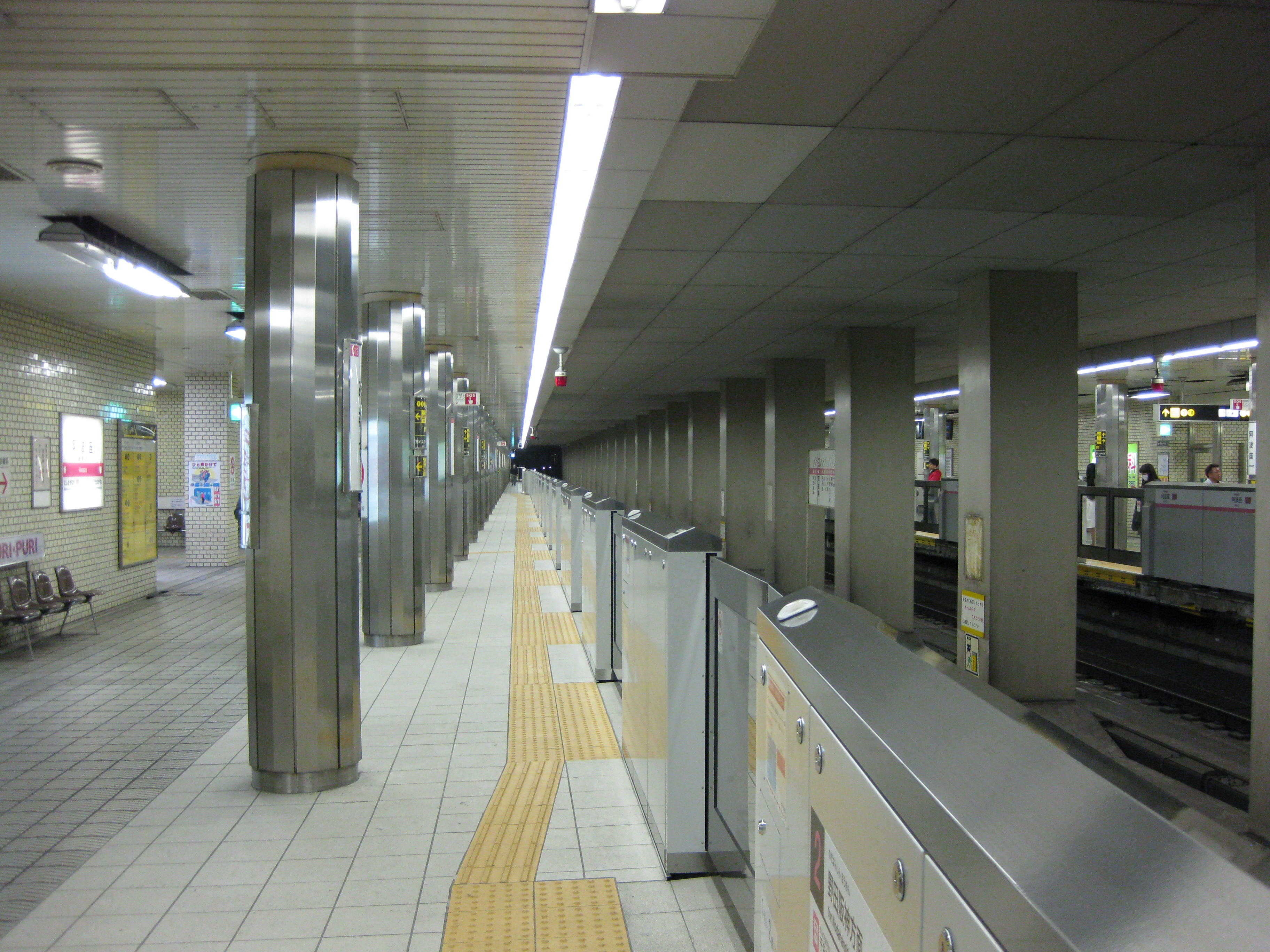
Quais de la ligne Sennichimae

## Dans les environs
- Parc Utsubo